# Valérien II
Valérien II (Publius Licinius Cornelius Valerianus) est le fils ainé de l'empereur romain Gallien et de l'Augusta Cornelia Salonina et le petit-fils de l'empereur Valérien. Encore enfant, il est associé par son père et son grand-père au pouvoir impérial, avec le titre de César, mais meurt deux ans plus tard.

## Sources
Les sources écrites concernant Valérien le Jeune sont laconiques et contradictoires. L'Epitome de Caesaribus fait mention d'un Cornelius Valerianus, césar et fils de Gallien et petit-fils de Valérien. Dans l'Histoire Auguste, le pseudo-auteur Trebellius Pollio lui consacre quelques lignes, qui le présentent comme le fils de l'empereur Valérien, associé au trône au rang de César puis d'Auguste et « tué de façon pitoyable ». La croyance en la filiation donnée par Pollio, longtemps jugé meilleur auteur que la médiocre Épitome, se retrouve dans les ouvrages historiques et numismatiques jusqu'au XXe siècle, qui font de Valérien le Jeune et de Gallien les fils de Valérien.
Pour l'historien André Chastagnol, Pollio fait une transposition de Valérien, fils de Gallien et donc petit-fils de Valérien, César en 256 et mort en 258. Pollion a peut-être mélangé deux personnages historiques : Licinius Valerianus, un autre fils de Valérien, consul en 265 et tué en même temps que Gallien, et Salonin, autre fils de Gallien et également nommé Valerianus, tué en 260 par Postume. D'autre part, et malgré ce qu'affirme Pollio en citant Caelestinus, auteur inconnu et probablement inventé, Valérien le Jeune n'a pas été Auguste, quoiqu'il ait porté le titre d'imperator avec celui de César, selon une inscription découverte en Syrie. Cette inscription indique de surcroit qu'il est fils de Gallien.
Les frappes monétaires dédiées au César Valérien sont une autre source historique. Toutefois, la filiation basée sur l'Histoire Auguste qui faisait présumer un César adulte a perturbé les identifications, en créant des doutes et des controverses d'attribution des profils monétaires, le Valérien représenté pouvant dans cette hypothèse être identifié comme Valérien l'Ancien ou Valérien le Jeune. 
De plus, les monnaies montrant un profil très juvénile ont parfois été attribuées à Valerianus Saloninus, frère de Valérien le Jeune et également César. Les travaux de Robert Göbl (1951) attribuent au César Valérien les séries de monnaies ayant la titulature P C L VALERIANVS NOB CAES (abrégé de Publius Cornelius Licinius Valerianus noblissimus caesar), provenant des ateliers monétaires romains de Rome, de Cologne, de Viminacium, d'Antioche et de Samosate, ce qui correspond aux trois frontières stratégiques du Rhin, du Danube et d'Orient surveillées par les deux Augustes et le jeune César.

## Biographie

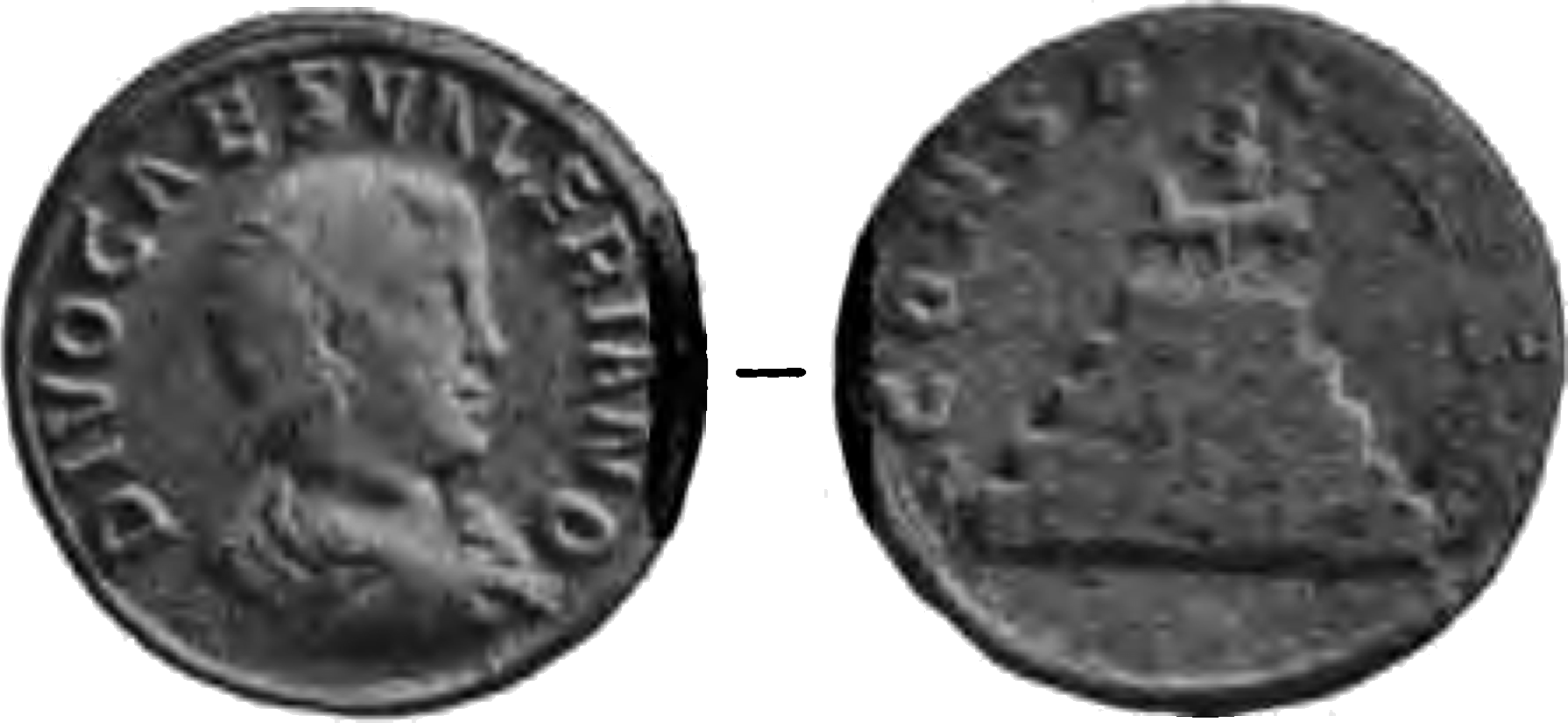
Monnaie commémorant la divinisation de Valérien le Jeune
Face : DIVO CAES VALERIANO
Revers : CONSECRATIO et bucher funéraire

Claude Brenot observe sur une partie des profils monétaires du César Valérien une coiffure particulière, le crâne rasé à l'exception d'une mèche de cheveux juste au-dessus de l'oreille droite, plus ou moins visible selon la qualité de frappe et d'usure des monnaies. Les portraits monétaires sont assez souvent réalistes, on pourrait alors faire le rapprochement avec la boucle de cheveux porté par Harpocrate, l'Horus enfant de la mythologie égyptienne dont le culte perdure à l'époque romaine associé à celui d'Isis. Selon cette interprétation de ses effigies monétaires, le jeune Valérien pourrait avoir été mis sous la protection d'Isis. Un indice ténu mais allant dans ce sens est l'allusion aux « initiations impures » que, selon l'Histoire ecclésiastique, un magicien égyptien aurait conseillé à Valérien en même temps que l'élimination des chrétiens. Si tel est le cas, Valérien avait alors moins de quatorze ans, car cette mèche de cheveux était rituellement coupée à l'arrivée de la puberté.
Le jeune Valérien est élevé au rang de César avec le titre honorifique de prince de la jeunesse, sans doute à la fin de l'été 256 d'après l'analyse numismatique des monnaies d'Alexandrie et une inscription sur papyrus, alors que son père Gallien et son grand-père Valérien sont coempereurs. Cette promotion a vraisemblablement pour but de renforcer la dynastie et de répartir géographiquement le pouvoir impérial sur les secteurs les plus menacés de l'Empire. Tandis que l'empereur Valérien réside à Antioche pour faire face à la menace perse, Gallien installe son fils dans la province de Pannonie commandée par le dux Ingenuus, sur la frontière du Danube, et va lui-même s'occuper de la frontière du Rhin avec Salonin, son second fils.
Valérien II mourut en été 258, de raisons inconnues. Cette date est cadrée par deux papyrus égyptiens : la dernière mention du collège impérial avec les deux augustes Valérien et Gallien et le césar Valérien est du 15 février 258, tandis les augustes Valérien et Gallien et le césar Salonin figurent sur un autre papyrus du 25 juillet 258. Le décès de Valérien II est peut-être lié à l'usurpation d'Ingenuus, que cette mort laisse seul représentant du pouvoir sur ce front et qui tente de se proclamer empereur en 258,.
Pour ses funérailles, Valérien le Jeune eut les honneurs de l'apothéose, comme en témoignent les monnaies émises en commémoration de sa consécration. Son frère Salonin lui succède au rang de César.

## Noms successifs
- Naît Publius Licinius Cornelius Valerianus
- 256, fait César par Gallien : Publius Licinius Cornelius Valerianus Caesar